# Marc Lerandy
Marc Lerandy (* 25. November 1981 in Schwanau-Allmannsweier als Marc Zehnle) ist ein ehemaliger deutsch-französischer Fußballspieler und jetziger Fußballtrainer.

## Kindheit und Privates
Marc Lerandy wurde 1981 in Allmannsweier (einem Ortsteil von Schwanau) unweit der Kleinstadt Lahr in Baden-Württemberg geboren. Sein Vater stammt aus dem französischen Überseedepartement Martinique. Bis 2006 trug Marc Lerandy den Nachnamen seiner Mutter, Zehnle, ehe er den seines Vaters annahm, da seine Eltern geheiratet hatten.

## Karriere

### Verein
Marc Lerandy wechselte in der B-Jugend von der Spvgg Lahr 1926 zum SC Freiburg. Bis 2002 blieb Lerandy bei den Breisgauern und war in dieser Zeit zwei Jahre im Kader der Freiburger Amateurmannschaft, die in der Oberliga Baden-Württemberg spielte. Über die Station SV Sandhausen wechselte Lerandy 2003 zum SV Linx, wo zu dieser Zeit viele französische Spieler aktiv waren, und wurde dort schnell zum Leistungsträger. Lerandy hielt es dort knapp vier Jahre, ehe er sich in der Wintertransferphase der Saison 2006/07 dem SC Pfullendorf anschloss, der in der drittklassigen Regionalliga Süd spielt. Lerandy gab sein Debüt für die Pfullendorfer am 21. Spieltag (24. Februar 2007) gegen Sportfreunde Siegen (1:1). An diesem Tag wurde er jedoch positiv auf Reproterol getestet und für sechs Spiele gesperrt. Dies führte dazu, dass Lerandy erst in seiner zweiten Saison in Pfullendorf zum Stammspieler avancierte. Sein erstes Tor für die Linzgauer machte er am 31. Spieltag der Saison 2006/07 (12. Mai 2007), als er beim 3:1-Sieg gegen Karlsruher SC II das 1:1 erzielte. Im Sommer 2008 kam es zwischen Lerandy und dem SC Pfullendorf zu Vertragsstreitigkeiten. Der Verein hatte eine einseitige Option zur Verlängerung des Vertrages gezogen und forderte im Falle von Lerandys Wechsel eine Ablösesumme. Lerandy war hingegen der Auffassung, dass diese Vertragsklausel ungültig sei und bekam vor dem Arbeitsgericht in Ulm recht. Daraufhin beschloss Lerandy in seine Ortenauer Heimat zurückzukehren und spielte in der Folgezeit für den Bezirksligisten VfR Willstätt.
Dieter Ferner war es schließlich, der Lerandy 2009 von einem Wechsel zum 1. FC Saarbrücken ins Saarland überzeugte. Sein erstes Spiel für die Saarbrücker, die zuvor in die Regionalliga aufgestiegen waren, absolvierte Lerandy am 1. Spieltag (7. August 2009) bei der 0:6-Niederlage gegen den Lokalrivalen SV Elversberg. In der Folgezeit wurde Lerandy Stammspieler bei den Saarländern und schoss er am 8. Spieltag (19. September 2009) im Spiel gegen VfL Bochum II mit dem 1:0-Siegtreffer sein erstes Tor für den FCS. Lerandy stieg mit Saarbrücken zum Saisonende in die 3. Liga auf.
Sein Profidebüt gab er daraufhin am ersten Spieltag der Drittligasaison 2010/11, als er am 23. Juli 2010 beim 0:2 gegen Kickers Offenbach in der Startaufstellung stand. Sein erstes Profitor gelang ihm am 38. und letzten Spieltag (14. Mai 2011), als er beim 4:3-Sieg gegen Wacker Burghausen das 1:1 erzielte. Am 15. November 2013 wurde der Vertrag mit dem 1. FC Saarbrücken „aus familiären Gründen“ aufgelöst. Lerandy kehrte wieder zurück in seine Ortenauer Heimat und schloss sich dem Bahlinger SC in der Oberliga Baden-Württemberg an.

### Nationalmannschaft
Lerandy bestritt zwei Spiele für die Deutschlands U-17-Nationalmannschaft.

## Trainer
Zur Saison 2015/16 wurde Lerandy Trainer bei einem seiner Jugendvereine, dem südbadischen Verbandsligisten Offenburger FV. Gleich in der ersten Saison führte er den OFV zur Meisterschaft und zurück in die Oberliga Baden-Württemberg. Als die Mannschaft dort in der anschließenden Saison zur Winterpause auf dem vorletzten Tabellenplatz in Abstiegsgefahr schwebte, stellte ihn der Verein im Januar 2017 frei.
Im Sommer 2017 übernahm Lerandy den Oberligisten SV Oberachern als Cheftrainer. Nach zwei Spielzeiten im Mittelfeld der Tabelle konnte die Mannschaft unter seiner Leitung in der Saison 2019/20 bis zu deren vorzeitigem Abbruch infolge der COVID-19-Pandemie den fünften Tabellenplatz erreichen; in der anschließenden, ebenfalls vorzeitig abgebrochenen Spielzeit 2020/21 jedoch nur noch den 17. Tabellenplatz. Im Sommer 2021 gab der Verein bekannt, dass Lerandys bisheriger Co-Trainer Fabian Himmel die Mannschaft zunächst gemeinsam mit Lerandy als gleichberechtigtes Trainerduo trainieren und Lerandy später zur Saison 2022/23 auf die Position des sportlichen Leiters wechseln wird.